# Wolfgang Behrendt
Wolfgang Behrendt, född 14 juni 1936 i Berlin, är en tysk före detta boxare.
Behrendt blev olympisk guldmedaljör i bantamvikt i boxning vid sommarspelen 1956 i Melbourne.